# Coll de Comalesbienes
El Coll de Comalesbienes és una collada que es troba en el terme municipal de la Vall de Boí, a la comarca de l'Alta Ribagorça, i dins del Parc Nacional d'Aigüestortes i Estany de Sant Maurici.

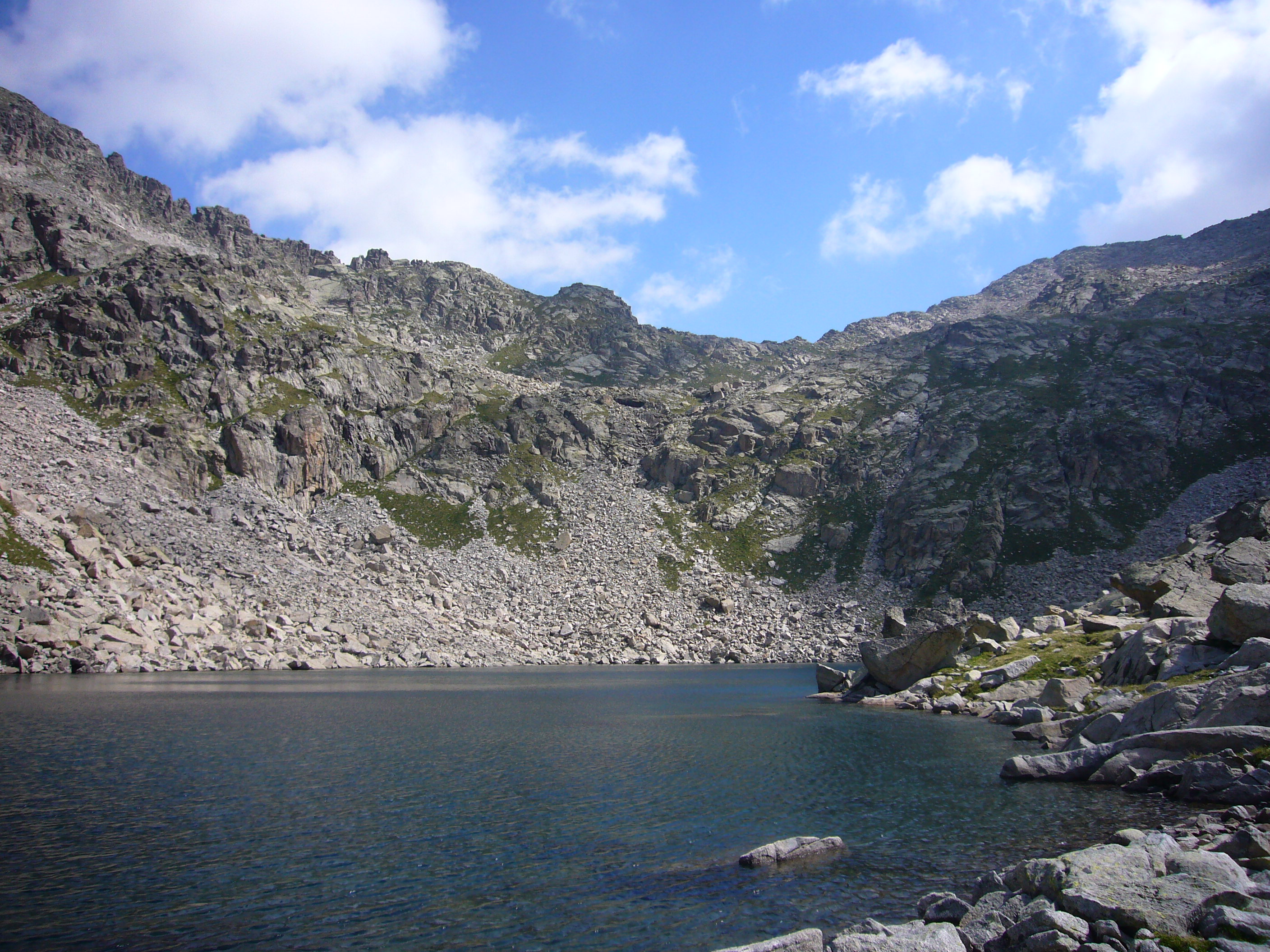
Estany septentrional i Coll de Comalesbienes, vistos des de l'Estany septentrional de Comalesbienes.

El coll està situat a 2.818,2 metres d'altitud, entre els Crestells de Colieto (SE) i la Punta Alta de Comalesbienes (O); comunica la Vall de Colieto (NE) i la Vall de Comalesbienes (SO).